# Mereni (Constanța)
Pour les articles homonymes, voir Mereni.
Mereni est une commune du județ de Constanța en Roumanie.